# Micromus falcatus
Micromus falcatus is een insect uit de familie van de bruine gaasvliegen (Hemerobiidae), die tot de orde netvleugeligen (Neuroptera) behoort. 
Micromus falcatus is voor het eerst wetenschappelijk beschreven door Zimmerman in 1957.